# Карентіно
Карентіно (італ. Carentino, п'єм. Carenten) — муніципалітет в Італії, у регіоні П'ємонт,  провінція Алессандрія.
Карентіно розташоване на відстані близько 460 км на північний захід від Рима, 70 км на південний схід від Турина, 15 км на південний захід від Алессандрії.
Населення — 346 осіб (2014).
Покровителька — Богородиця Небовзята.

## Демографія
Населення за роками:

Станом на 1 січня 2023 року в муніципалітеті офіційно проживало 49 іноземців з 5 країн, серед них 22 громадяни країн Євросоюзу та 1 громадянин України.

## Сусідні муніципалітети
- Бергамаско-(ал)
- Боргоратто-Алессандрино
- Бруно
- Фраскаро
- Гамалеро
- Момбаруццо
- Овільйо